# Haplothrips rectipennis
Haplothrips rectipennis är en insektsart som beskrevs av Ian A. Hood 1927. Haplothrips rectipennis ingår i släktet Haplothrips och familjen rörtripsar. Inga underarter finns listade i Catalogue of Life.